# Téglássy Tamara
Téglássy Tamara (Debrecen, 1968. szeptember 29. –) magyar műkorcsolyázónő.

## Sportpályafutása
Nyolcszoros magyar bajnok (1984–1991 között), amellyel a  nemzeti bajnokságon legtöbbször diadalmaskodó korcsolyázó lett (ezt a rekordot a szintén 8 bajnoki címmel rendelkező Sebestyén Júlia is beállította). A Ferencváros és a Bp. Spartacus versenyzője.
A legnagyobb sikereit az 1987-ben Európa-bajnokságon elért 7., illetve a Japán Grand Prix-n (NHK Trophy) 1987-ben elért 6. helyezése jelenti.
| Verseny               | 1981 | 1982 | 1983 | 1984 | 1985 | 1986 | 1987 | 1988 | 1989 | 1990 | 1991 |
| --------------------- | ---- | ---- | ---- | ---- | ---- | ---- | ---- | ---- | ---- | ---- | ---- |
| Téli olimpiai játékok |      |      |      |      |      |      |      | 19.  |      |      |      |
| Világbajnokság        |      |      |      | 21.  | 20.  |      | *    | 11.  | 14.  | 11.  | 23.  |
| Európa-bajnokság      |      |      |      | 18.  | 15.  | 14.  | 7.   | 8.   | 9.   | 8.   | **   |
| NHK Trophy            |      |      |      | 9.   |      | 7.   | 6.   | 10.  | 9.   | 11.  |      |
| Magyar bajnokság      |      |      | 2.   | 1.   | 1.   | 1.   | 1.   | 1.   | 1.   | 1.   | 1.   |
| Junior OB             | 2.   | 1.   |      |      |      |      |      |      |      |      |      |
| Junior VB             |      | 19.  |      |      | 11.  |      |      |      |      |      |      |

* sérülés miatt visszalépett

** visszalépett